# 母国

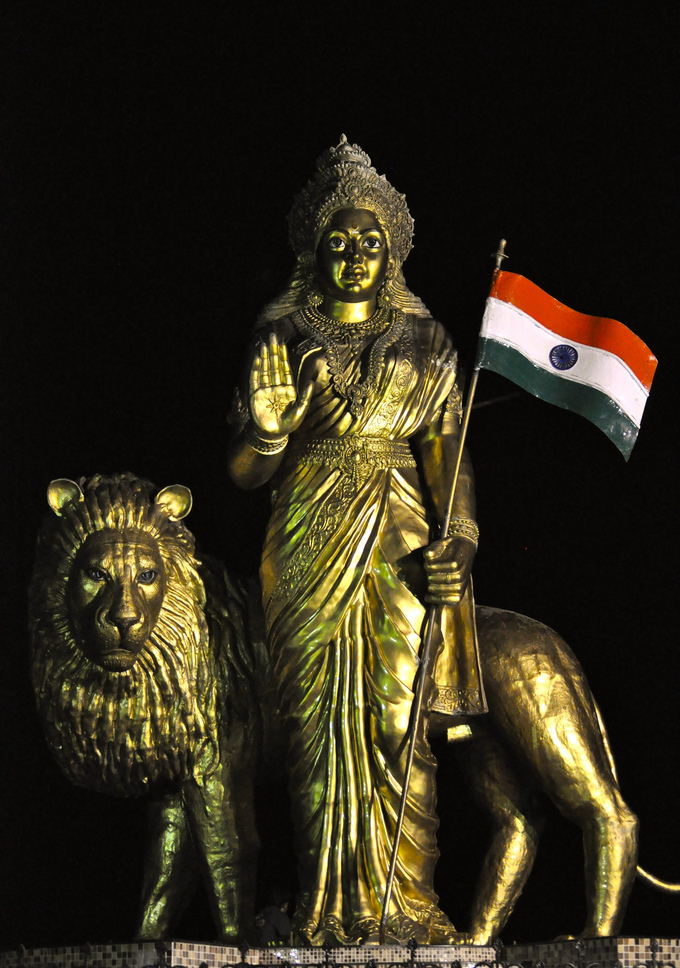
獅子を伴うバーラト・マータ（母なるインド）像（ポンディシェリ連邦直轄領ヤーナム）

母国（ぼこく、英語: mother country）とは特定の個人について、生まれ育った国のことである。あるいはその人物がその文化的アイデンティティが形成されるに十分な期間をそこで過ごした国、あるいは先祖代々が暮らしていた国、あるいは故郷と認識されている国である。また、母都市とも呼ばれる、植民都市を生み出した本国をこう表現することもある。
しばしば「母なるロシア」という言葉がロシアの擬人化として用いられる。同じようにフィリピンを示す言葉として、フィリピン語で「母なる地」を意味する"Ináng Bayan"がある。
イギリス帝国においては、イギリス本国が大帝国の母国であると考えられていた。インドはしばしば「母なるインド」を意味するバーラト・マータとして擬人化される。
フランスでも「母なる祖国」を意味する"la mère patrie"が一般的に使われる。 スペインの旧植民地であったヒスパニック諸国においても同様にスペイン本国を"la Madre Patria"と呼ぶ。ローマ帝国の市民と支配下のひとびとは、イタリアをローマ帝国にとっての母国(patriaまたはterrarum parens)とみなし、属州と区別していた。 トルコ人もトルコを母なる祖国"ana vatan"と呼ぶ。